# Ignacio Flores
Ignacio Flores Ocaranza (31 de juliol de 1953 - 11 d'agost de 2011) fou un futbolista mexicà.

## Selecció de Mèxic
Va formar part de l'equip mexicà a la Copa del Món de 1978. Fou jugador del Cruz Azul.